# Донели (Ајдахо)
Донели (енгл. Donnelly) град је у америчкој савезној држави Ајдахо.

## Демографија
По попису из 2010. године број становника је 152, што је 14 (10,1%) становника више него 2000. године.
| Група             | 2000.       | 2010.       |
| Белци             | 129 (93,5%) | 142 (93,4%) |
| Афроамериканци    | 0 (0,0%)    | 1 (0,7%)    |
| Азијати           | 1 (0,7%)    | 0 (0,0%)    |
| Хиспаноамериканци | 5 (3,6%)    | 5 (3,3%)    |
| Укупно            | 138         | 152         |